# 地味子の秘密
『地味子の秘密』（じみこのひみつ）は、牡丹杏のケータイ小説。著者のデビュー作であり、ケータイ小説サイト『野いちご』（スターツ出版）に投稿し、2010年には書籍化された。2012年7月現在同社のケータイ小説文庫・ピンクレーベルよりシリーズ第壱幕までにあたる全12巻が発売されているが、これらを2017年12月より前後編を合本にした新装版も同レーベルより2巻が発売された。新装版の表紙イラストは七都サマコ。
2024年12月より野いちごジュニア文庫から『地味子の秘密。』（句点（。）がつく）として復刊された。レーベルにあわせて高校生から中学生に変更されている。野いちごジュニア文庫版は装画をくりゅう、挿絵をななミツが担当。
サイトではシリーズを通して2012年7月現在1億2000PVを突破している。ケータイ小説には珍しく、ファンタジー要素の強いストーリーが特徴。

## あらすじ
ヒロインの神崎杏樹は分厚いメガネで三つ編み、制服の着こなしも垢抜けず、周囲からは"地味子"と呼ばれている。
しかしそれは仮の姿。
彼女の家は代々陰陽師の家系で、彼女自身も陰陽師。祖父より通っている学校の妖怪調伏、退治を命じられている。
強すぎる霊力を封じるため、学校では"地味子"の姿でいるのだ。
しかし仕事の時はこの姿を解放し、美少女に変身する。
この事は誰にも秘密にしていたが、学園の王子様、滝本陸にバレて脅されることになる。

## 登場人物
神崎杏樹
10月21日生
身長：158cm 体重：42kg
本作の主人公。代々陰陽師の家系に生まれ、彼女自身も陰陽師。
分厚いメガネに三つ編みロングスカートという格好をしており、
学園では"地味子"と呼ばれることも。
しかしこのスタイルにはワケがある。
幼なじみの柚莉が親友。
滝本陸
11月16日生
身長：183cm
成績優秀、容姿端麗、運動神経抜群、と三拍子揃った非の打ち所のない学園の王子様。
その上、誰にでも親切で性格もいいが、実は裏の顔がある。
松沢柚莉
5月12日生
身長：154cm 体重：40kg
小柄だがスタイルがよく、色白で目鼻立ちの整ったアイドル顔負けの美少女。
学園内ではファンクラブができる程の人気がある。
杏樹の幼なじみで、杏樹の秘密も知っている。
藍鬼
身長：70cm
学校に住む雑鬼だが人間の子供とそっくりな容姿をしている。
"藍鬼"という名前は杏樹が名付けた。
杏樹が大好きで、いつもついて回っている。

## 書籍情報

### ケータイ小説文庫
旧装丁版
1. 『地味子の秘密(1) 天然地味子×イジワル王子VS黒羽の大妖怪〈前編〉』スターツ出版。ISBN 978-4883815685。
2. 『地味子の秘密(2) 天然地味子×イジワル王子VS黒羽の大妖怪〈後編〉』スターツ出版。ISBN 978-4883815722。
3. 『地味子の秘密(3) 天然地味子×イジワル王子VS金色の女狐〈前編〉』スターツ出版。ISBN 978-4883815883。
4. 『地味子の秘密(4) 天然地味子×イジワル王子VS金色の女狐〈後編〉』スターツ出版。ISBN 978-4883815920。
5. 『地味子の秘密(5) 天然地味子×イジワル王子VSワガママ姫様〈前編〉』スターツ出版。ISBN 978-4883816026。
6. 『地味子の秘密(6) 天然地味子×イジワル王子VSワガママ姫様〈後編〉』スターツ出版。ISBN 978-4883816064。
7. 『地味子の秘密(7) 天然地味子×イジワル王子VSかごめかごめ〈前編〉』スターツ出版。ISBN 978-4883816125。
8. 『地味子の秘密(8) 天然地味子×イジワル王子VSかごめかごめ〈後編〉』スターツ出版。ISBN 978-4883816163。
9. 『地味子の秘密(9) 天然地味子×イジワル王子VS闇黒のストーカー〈前編〉』スターツ出版。ISBN 978-4883816255。
10. 『地味子の秘密(10) 天然地味子×イジワル王子VS闇黒のストーカー〈後編〉』スターツ出版。ISBN 978-4883816323。
11. 『地味子の秘密(11) 天然地味子×イジワル王子VSかぐや姫〈前編〉』スターツ出版。ISBN 978-4883816477。
12. 『地味子の秘密(12) 天然地味子×イジワル王子 VSかぐや姫〈後編〉』スターツ出版。ISBN 978-4883816538。

新装版（前後編が合本になっている）
1. 『新装版 地味子の秘密 天然地味子×イジワル王子VS黒羽の大妖怪』スターツ出版。ISBN 978-4813703709。
2. 『新装版 地味子の秘密 天然地味子×イジワル王子VS金色の女狐』スターツ出版。ISBN 978-4813704508。

### 野いちごジュニア文庫
1. 『地味子の秘密。(1) 学園の平和を守るはずが、イケメン王子に気に入られちゃった⁉』スターツ出版。ISBN 978-4813781905。
2. 『地味子の秘密。(2) キケンすぎる黒幕登場で大波乱!?』スターツ出版。ISBN 978-4813782025。

## 漫画
現津みかみの作画で、『ajaマンガbooks』（サイバード）から『マンガマルシェまんまる。』→『Web comic magazine marun』（共にスターツ出版）にわたって、2012年4月10日より2013年9月25日にかけて16話まで連載されたが、単行本化や電子書籍化はされなかった。